# Condat-sur-Vézère
Condat-sur-Vézère (okzitanisch Condat de Vesera) ist ein Ort und eine südwestfranzösische Gemeinde (commune) mit 865 Einwohnern (Stand 1. Januar 2022) in der alten Kulturlandschaft des Périgord im Département Dordogne im Nordosten der Region Aquitanien nahe der Grenze zum Limousin. Die Bewohner werden Condatois und Condatoises genannt.

## Lage
Der Ort Condat-sur-Vézère liegt nahe bei der Einmündung des Coly in die Vézère in einer Höhe von ca. 90 m ü. d. M. etwa 32 Kilometer (Fahrtstrecke) nördlich von Sarlat-la-Canéda; die im südlichen Limousin gelegene Stadt Brive-la-Gaillarde ist etwa 30 Kilometer in östlicher Richtung entfernt.

## Bevölkerungsentwicklung
| Jahr      | 1968 | 1975 | 1982 | 1990 | 1999 | 2006 | 2012 | 2020 |
| Einwohner | 771  | 855  | 909  | 907  | 825  | 831  | 907  | 882  |

Im 19. Jahrhundert lag die Einwohnerzahl der Gemeinde stets bei etwa 650 bis 700. Die Reblauskrise im Weinbau und der Verlust von Arbeitsplätzen durch die Mechanisierung der Landwirtschaft führten zu einem Bevölkerungsrückgang in den 1920er Jahren auf knapp über 500; danach begann ein langsamer aber stetiger Wiederanstieg.

## Wirtschaft
Bis in die heutige Zeit spielt die Landwirtschaft die größte Rolle im Wirtschaftsleben der Gemeinde: Der ehemals auch hier betriebene Weinbau ist jedoch nach der Reblauskrise gänzlich aufgegeben worden; Tabak und Mais sind ebenfalls auf dem Rückzug – stattdessen dominieren Felder und Weiden, aber auch Walnuss-, Esskastanien- und Obstbäume die Region. Auch Gänseleberpastete und Trüffel zählen zu den regionalen Spezialitäten. Einige leerstehende Häuser werden als Ferienwohnungen (gîtes) vermietet.

## Geschichte
In einem Kirchenregister des 13. Jahrhunderts wird der Ort unter dem Namen Condac erwähnt; die örtliche Kirche und Teile des Château gehörten ursprünglich zu einer der bedeutendsten Kommenden des Templerordens im Périgord und – nach der Auflösung des Ordens in den Jahren 1307 bis 1312 – zum Johanniterorden, woran das Tatzenkreuz im Ortswappen noch heute erinnert. Möglicherweise bereits im Vorfeld der Hugenottenkriege (1562–1598) wurde die Kirche von den protestantischen Truppen des Hauses Albret teilweise zerstört.

## Sehenswürdigkeiten

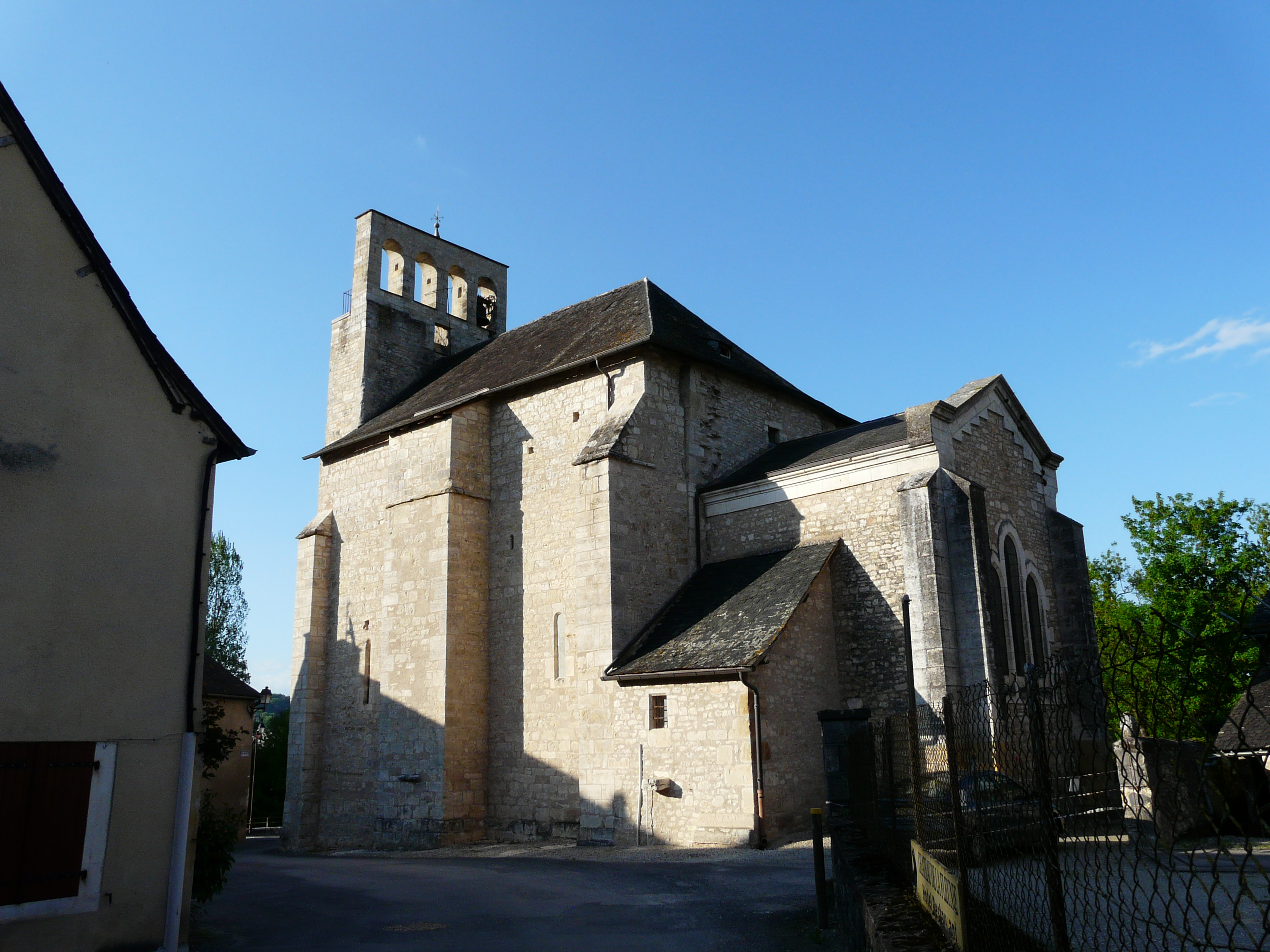
Église Nôtre-Dame et Saint-Jean-Baptiste

- Die Kirche Nôtre-Dame et Saint-Jean-Baptiste ist ein einfacher und aufgrund der schmalen Seitenfenster ausgesprochen wehrhaft wirkender Bau des 13. Jahrhunderts, der jedoch im 16. und im ausgehenden 19. Jahrhundert umfassend überarbeitet wurde. Die fenster- und dekorlose Westfassade wird von einem viergeteilten Glockengiebel (clocher mur) überhöht; die aus dem 19. Jahrhundert stammende Apsis mit einer Gruppe von drei – nach einem Triumphbogenschema angeordneten – Fenstern hat einen flachen Schluss. Der Kirchenbau wurde bereits im Jahr 1948 als Monument historique[1] eingeschrieben.
- Die ehemalige Kommandantur (commanderie) des Templer- bzw. Johanniterordens befand sich auf dem Gebiet des heutigen  Château de Condat; von ihr ist nur noch der mittelalterliche Wehrturm (donjon) mit einem Aborterker erhalten. Der ehemals vorhandene Wassergraben (douve) wurde zugeschüttet. Das ländliche Ensemble ist seit dem Jahr 2012 als Monument historique[2] eingeschrieben.
- Im Ort stehen einige Fachwerkhäuser (maisons à colombages) und ein schöner Herrensitz (manoir) mit Eckrundturm.

Umgebung

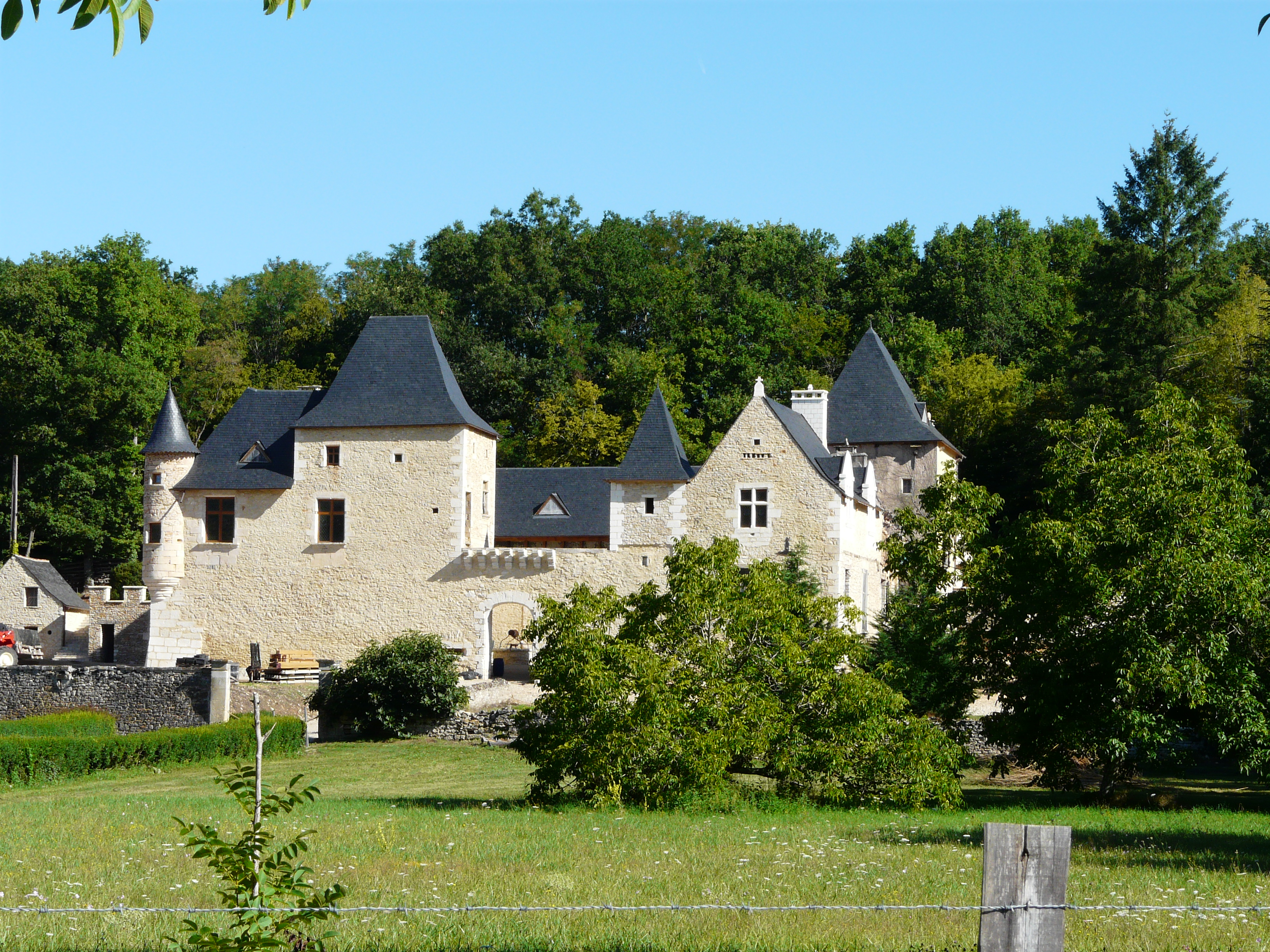
Château de la Petite Filolie

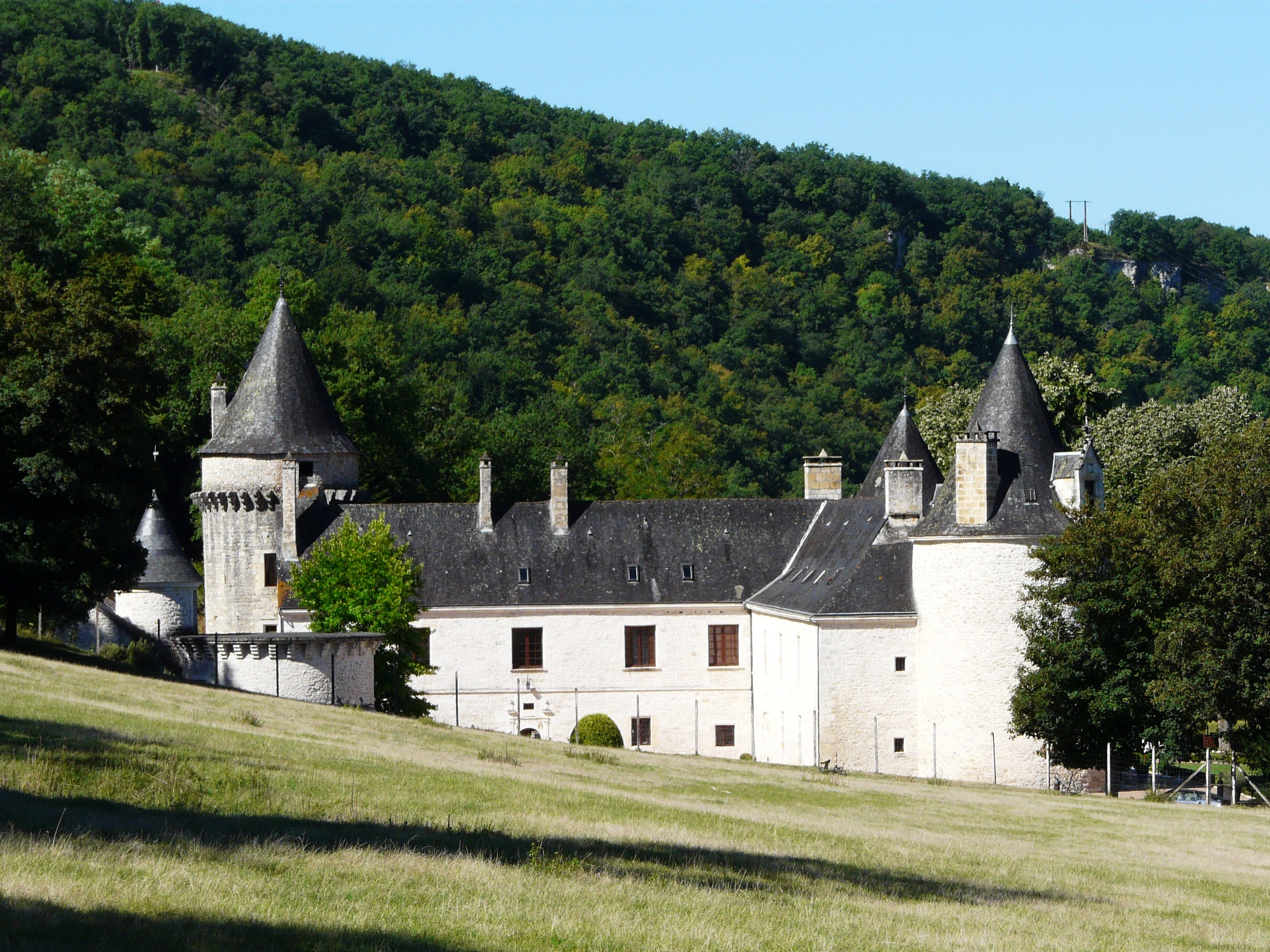
Château de la Fleunie

- Das etwa fünf Kilometer südlich des Ortes gelegene und im 15. Jahrhundert erbaute Château de la Petite Filolie (45° 5′ 42″ N, 1° 12′ 50″ O) wurde im 17. Jahrhundert um einen Anbau erweitert. Die Hofanlage befindet sich in Privatbesitz und wurde zu Beginn des 21. Jahrhunderts grundlegend renoviert.
- Beinahe noch imposanter ist das nahegelegene, aber auf dem östlichen Ufer der Vézère gelegene – zu einem Nobelhotel umgebaute – Château de la Fleunie (45° 5′ 34″ N, 1° 13′ 21″ O) mit seinen vier – von Kegeldächern bedeckten – Rundtürmen in den Ecken des Bauwerks.

## Partnergemeinde
- Rodalbe, Lothringen